# 谢拉兹省 (1339年—1793年)
谢拉兹省是一个建立于14世纪的波蘭王國王冠領地行政区划和地方政府，于1793年第二次瓜分波蘭时撤销。该省属于大波兰行省。

## 政府部门所在地
省总督（Wojewoda）所在地：
- 谢拉兹

地区议会（sejmik generalny）所在地：
- 沙代克
- 维隆

皇冠法庭所在地：
- 彼得庫夫-特雷布納爾斯基

## 其他城镇
- 图申
- 奥斯切舒夫
- 拉多姆斯科

## 行政区划
| 行政区划   | 首府   |
| 谢拉兹地区 | 谢拉兹 |
| 维隆地区   | 维隆   |

## 省总督
卡斯珀·登荷夫（1634年－1645年）

## 临近省份和地区
- 卡利什省
- 宛兹卡省
- 桑多梅日省
- 克拉科夫省
- 西里西亚